# Skrattabborrtjärnen, Dalarna
Skrattabborrtjärnen är en sjö i Orsa kommun i Dalarna och ingår i Dalälvens huvudavrinningsområde.